# Tour d'Émilie 2017
La 100e édition du Tour d'Émilie a lieu le 30 septembre 2017. Elle fait partie du calendrier UCI Europe Tour 2017 en catégorie 1.HC.

## Présentation

### Équipes
| WorldTeams (11)- Orica-Scott - FDJ - Sky - Bahrain-Merida - UAE Team Emirates - Dimension Data - Trek-Segafredo - Cannondale-Drapac - AG2R La Mondiale - Astana - BMC Racing Team Équipes continentales professionnelles (9)- Cofidis, Solutions Crédits - Wanty-Groupe Gobert - Gazprom-RusVelo - Bardiani CSF - Wilier Triestina-Selle Italia - Androni Giocattoli - Nippo-Vini Fantini - CCC Sprandi Polkowice - Caja Rural-Seguros RGA Équipes continentales (4)- Sangemini-MG.Kvis - Amore & Vita-Selle SMP-Fondriest - GM Europa Ovini - Unieuro Trevigiani-Hemus 1896 |
| |

## Classements
| \| Classement général \| Classement général \| Classement général \| Classement général \| Classement général \| \| Coureur \| Coureur \| Pays \| Équipe \| Temps \| \| ------------------ \| ------------------ \| ------------------ \| ------------------ \| ------------------ \| \| 1er \| Giovanni Visconti \| Italie \| Bahrain-Merida \| 5 h 31 min 50 s \| \| 2e \| Vincenzo Nibali \| Italie \| Bahrain-Merida \| + 12 s \| \| 3e \| Rigoberto Urán \| Colombie \| Cannondale-Drapac \| + 15 s \| \| 4e \| Nicolas Roche \| Irlande \| BMC Racing Team \| + 19 s \| \| 5e \| Gianni Moscon \| Italie \| Team Sky \| + 23 s \| \| 6e \| Alexis Vuillermoz \| France \| AG2R La Mondiale \| + 26 s \| \| 7e \| Diego Ulissi \| Italie \| UAE Team Emirates \| + 26 s \| \| 8e \| Thibaut Pinot \| France \| FDJ \| + 26 s \| \| 9e \| Jack Haig \| Australie \| Orica-Scott \| + 33 s \| \| 10e \| Ben Hermans \| Belgique \| BMC Racing Team \| + 33 s \| |                   |           |                   |                 |
| |                   |           |                   |                 |
| Source : ProCyclingStats |                   |           |                   |                 |
| Classement général |                   |           |                   |                 |
| Coureur | Coureur           | Pays      | Équipe            | Temps           |
| 1er | Giovanni Visconti | Italie    | Bahrain-Merida    | 5 h 31 min 50 s |
| 2e | Vincenzo Nibali   | Italie    | Bahrain-Merida    | + 12 s          |
| 3e | Rigoberto Urán    | Colombie  | Cannondale-Drapac | + 15 s          |
| 4e | Nicolas Roche     | Irlande   | BMC Racing Team   | + 19 s          |
| 5e | Gianni Moscon     | Italie    | Team Sky          | + 23 s          |
| 6e | Alexis Vuillermoz | France    | AG2R La Mondiale  | + 26 s          |
| 7e | Diego Ulissi      | Italie    | UAE Team Emirates | + 26 s          |
| 8e | Thibaut Pinot     | France    | FDJ               | + 26 s          |
| 9e | Jack Haig         | Australie | Orica-Scott       | + 33 s          |
| 10e | Ben Hermans       | Belgique  | BMC Racing Team   | + 33 s          |